# Paranura caeca
Paranura caeca är en urinsektsart som beskrevs av Folson 1916. Paranura caeca ingår i släktet Paranura och familjen Neanuridae. Inga underarter finns listade i Catalogue of Life.